# Groznyj

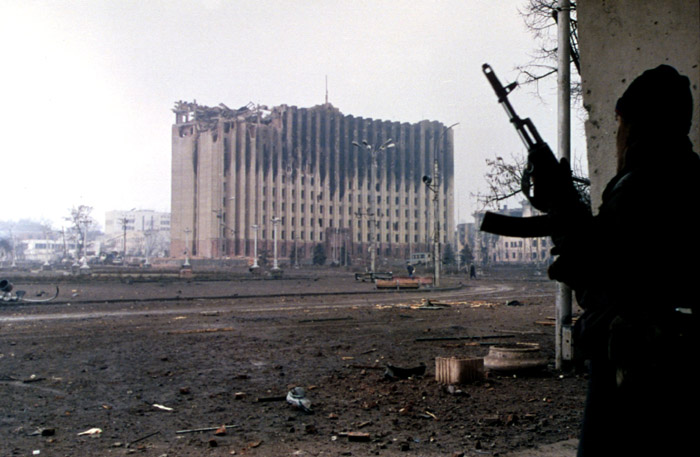
Groznyj, januari 1995.

Groznyj (ryska: Гро́зный; tjetjenska: Соьлжа-ГӀала, Sölƶa-Ġala) Соьлж-ГӀала, Sölzj-Ghala eller Джохар-ГIала, Dzjochar-Ghala är huvudstaden i Tjetjenien i södra Ryssland. Staden har cirka 280 000 invånare och är belägen vid floden Sunzja, vid Stora Kaukasus norra utlöpare.

## Historia

### Före krigen
Groznyj grundades 1818, under det då pågående kaukasiska kriget, av general Aleksej Jermolov, såsom ett av flera ryska fort längs Sunzja. Själva orten grundades vid fortet av terekkosacker. Groznyj betyder på ryska ungefär "förskräcklig" (jämför Ivan den förskräcklige) och fick stadsrättigheter 1870, var en mindre utpost fram till dess att kommersiell oljeproduktion tog fart 1883, vilket blev början på en snabb utveckling av staden, som nu blev centrum för oljeindustrin i ett större område, med raffinaderier, kemisk industri och annan verksamhet relaterad till olje- och naturgasproduktionen. Produktionen i staden nådde sin topp 1932, då oljefälten vid Groznyj svarade för en tredjedel av den totala sovjetiska oljeproduktionen. Ett universitet grundades i staden 1972.

### Staden under de tjetjenska krigen
Groznyj drabbades svårt av striderna under både det första tjetjenska kriget och det andra tjetjenska kriget. År 1992 hade staden omkring 480 000 invånare, men efter de två krigen och mer än tio år av oroligheter har befolkningen halverats. Stadens olje- och naturgasindustri och stora delar av dess infrastruktur ligger idag i ruiner, i likhet med det mesta av Tjetjeniens ekonomi. 
Ryska styrkor invaderade Groznyj i december 1994 under det första kriget, och intog staden i mars 1995, efter hårda strider som lade stora delar av den i ruiner. De tjetjenska styrkorna förde ett gerillakrig med bas i de närliggande bergen, och tvingade de ryska styrkorna att dra sig tillbaka 1996. Då det andra kriget bröt ut 1999 inledde den ryska armén återigen en offensiv mot staden, som föll i februari 2000 och har varit under rysk kontroll sedan dess. Den ryskstödda regeringen i Tjetjenien har sitt säte i Groznyj. Regeringsbyggnaden utsattes den 27 december 2002 för ett bombattentat.
Efter Dzjochar Dudajevs död 1996 kom tjetjenska separatister att kalla staden Dzjochar-Ghala. Den 14 december 2005 beslutade den tjetjenska nationalförsamlingen enhälligt att byta namn på staden till Achmat-Ghala, efter den förre presidenten Achmat Kadyrov, som dödades i staden den 9 maj 2004. Kritiker menar att detta är en del av uppbyggandet av en personkult runt familjen Kadyrov, som förutom den förre presidenten även inbegriper dennes son, den nuvarande presidenten Ramzan Kadyrov. För att träda i kraft hade namnbytet behövt godkännas av de ryska myndigheterna, vilket Rysslands president Vladimir Putin dock nekat att göra; även Ramzan Kadyrov har avvisat förslaget.
En återuppbyggnadsplan för Groznyj och Tjetjenien i sin helhet över en 30-årsperiod har antagits av den ryska regeringen. Under 2006 har återuppbyggnaden av staden kommit igång, och den nya flygplatsen kunde invigas i oktober det året. Många av stadens invånare bor dock fortfarande i hus som delvis förstörts under krigen.

## Sport
Groznyj är hem för det Ryska Premier League-laget FK Achmat Groznyj. Säsongen 2007 slutade det på andra plats i den ryska andraligan och avancerade därmed upp till RPL. Ramzan Kadyrov är ägare av laget, som spelar sina hemmamatcher på Bilimchanovastadion.

## Stadens administrativa områden
Groznyj är indelad i fyra stadsdistrikt:
| Stadsdistrikt      | Invånarantal 9 oktober 2002 | Invånarantal 14 oktober 2010 | Invånarantal 1 januari 2015 |
| ------------------ | --------------------------- | ---------------------------- | --------------------------- |
| Leninskij          | 55 311                      | 81 520                       | 84 297                      |
| Oktiabrskij        | 50 930                      | 66 786                       | 69 081                      |
| Staropromyslovskij | 53 395                      | 60 328                       | 61 857                      |
| Zavodskoj          | 51 084                      | 62 939                       | 68 424                      |
| TOTALT             | 210 720                     | 271 573                      | 283 659                     |

Som jämförelse hade Groznyj 399 688 invånare vid folkräkningen 1989, innan kriget bröt ut.